# Carl Viertel
Johan Carl Frederik Viertel, född 1772 i Köpenhamn, död 23 februari 1834 i Köpenamn, var en dansk målare, grafiker och tecknare. 

## Biografi
Carl Viertel var son till hattmakarmästaren Johann Christoph Viertel och Maria Magdalena Jacobina Douilhac. Han var gift första gången 1793 med Charlotte Sophie Frøster och andra gången 1804–1815 med Christiana Sophia Munk och slutligen från 1820 med Eleonore Hendriette Kyhse. Viertel studerade vid Det Kongelige Danske Kunstakademi i Köpenhamn där han belönades med den lilla medaljen 1789 och den stora medaljen 1791 för teckning efter levande modell. Han vistades en tid i Göteborg 1802 och återkom till Sverige 1804 för att ingå äktenskap i Linköping. Han vistades med största sannolikhet merparten av sin tid i Sverige fram till 1814 då parterna separerade och Viertel återvände till Danmark. Under sin tid i Sverige var han huvudsakligen verksam som porträttör i Stockholm och Västergötland. Efter återkomsten till Danmark utförde han historiemålningar och  landskapsskildringar. Till hans huvudverk från ungdomsåren räknas ett stort grupporträtt med 13 medlemmar av den danska kungafamiljen som visades upp på konstakademien 1794. Förutom olika museer i Danmark är Viertel representerad vid bland annat Rosenborgs slott, Frederiksborg, Zornmuseet, Nationalmuseum, Östergötlands museum, Göteborgs konstmuseum, Malmö museum, Nordiska museet, Löfstad slott och Sinebrychoffska samlingen i Helsingfors.

## Verk i urval

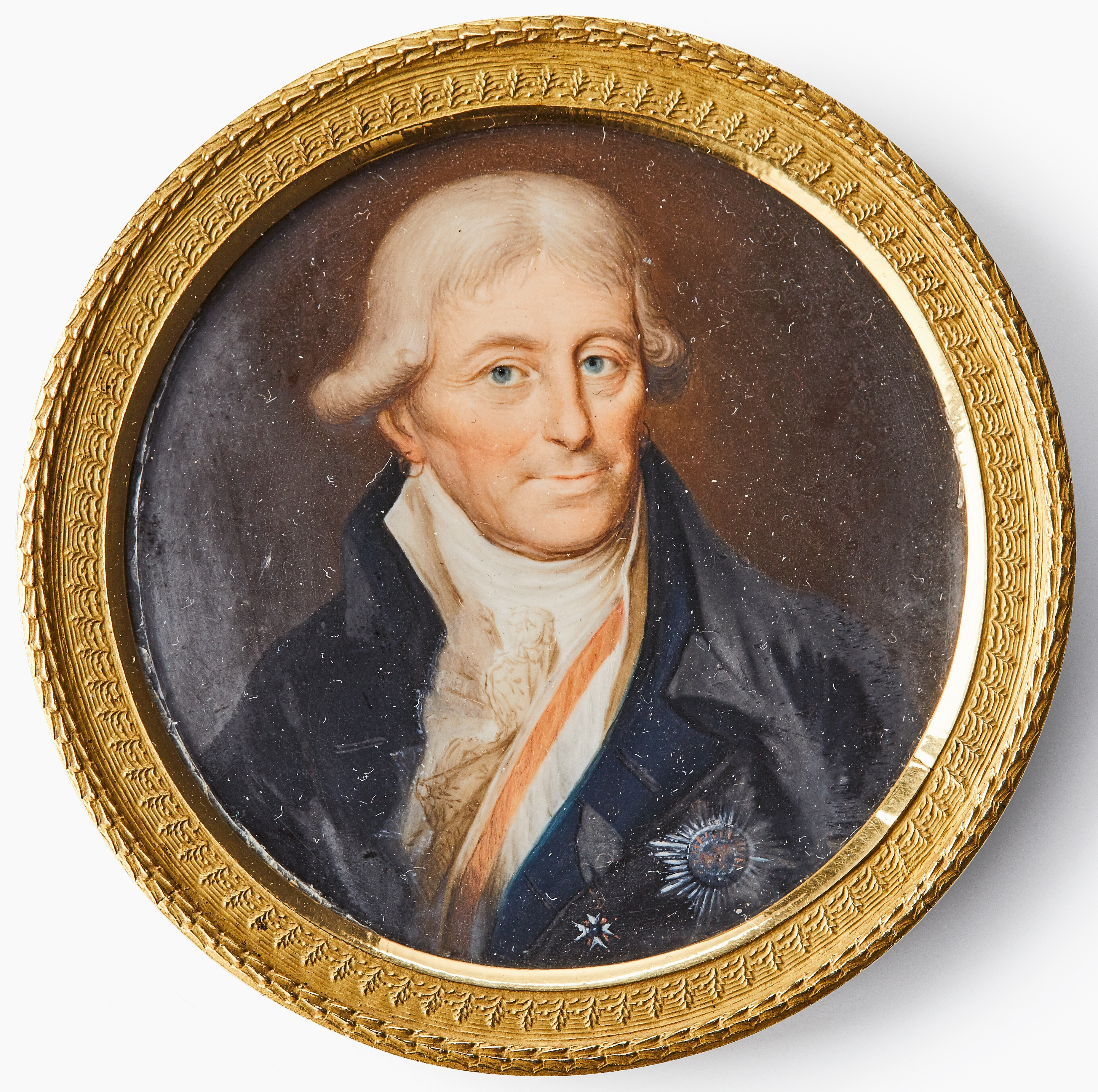
Jean-Jacques De Geer af Finspång avporträtterad ca 1800. På bröstet syns riddartecknet för Nordstjärneorden samt kraschan för Röda örns orden.
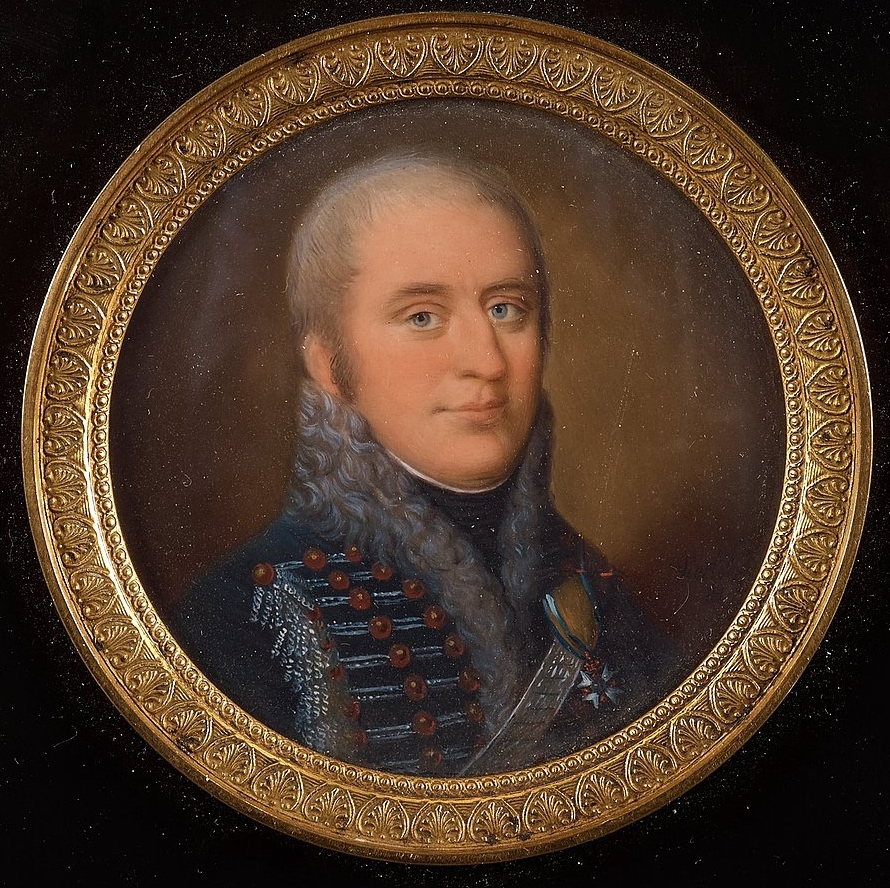
Premiärmajor Jakob Otto Cronstedt iklädd Livregementet till hästs husarkårs uniform ca 1805.
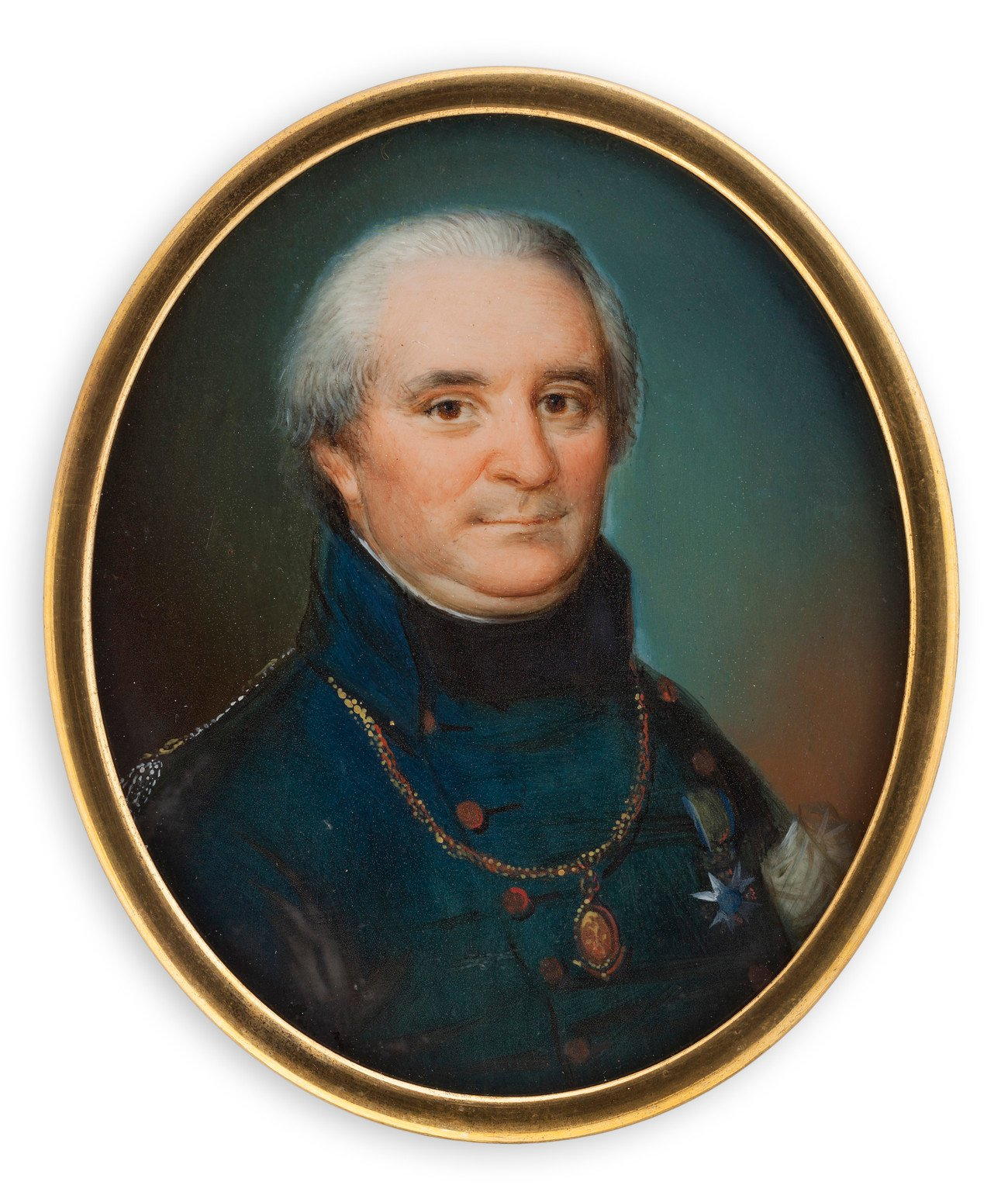
Gustaf Adolf Leijonancker bärande Svensksundsmedaljen i guldkedja om halsen.
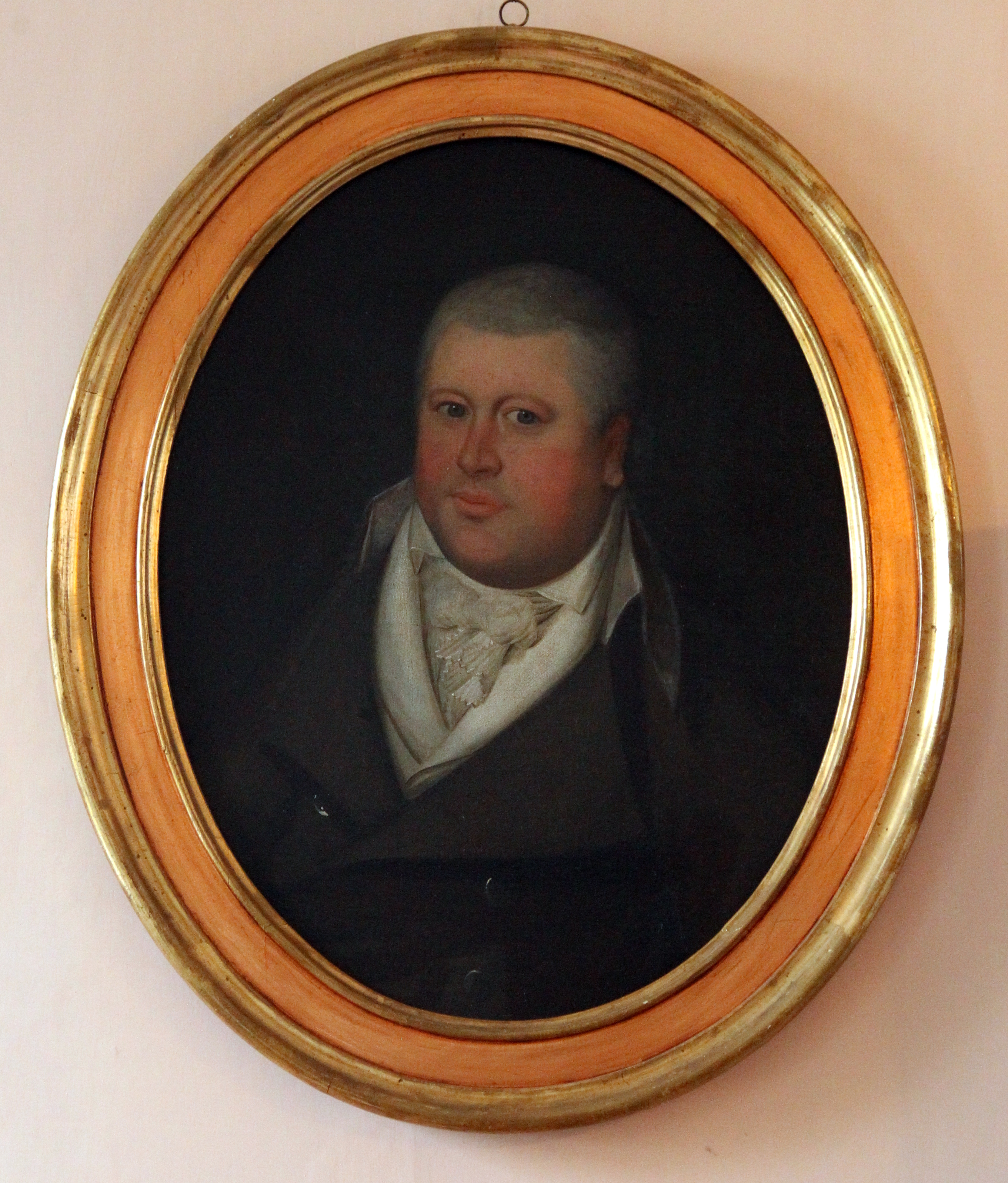
Niels Kjær Tang.
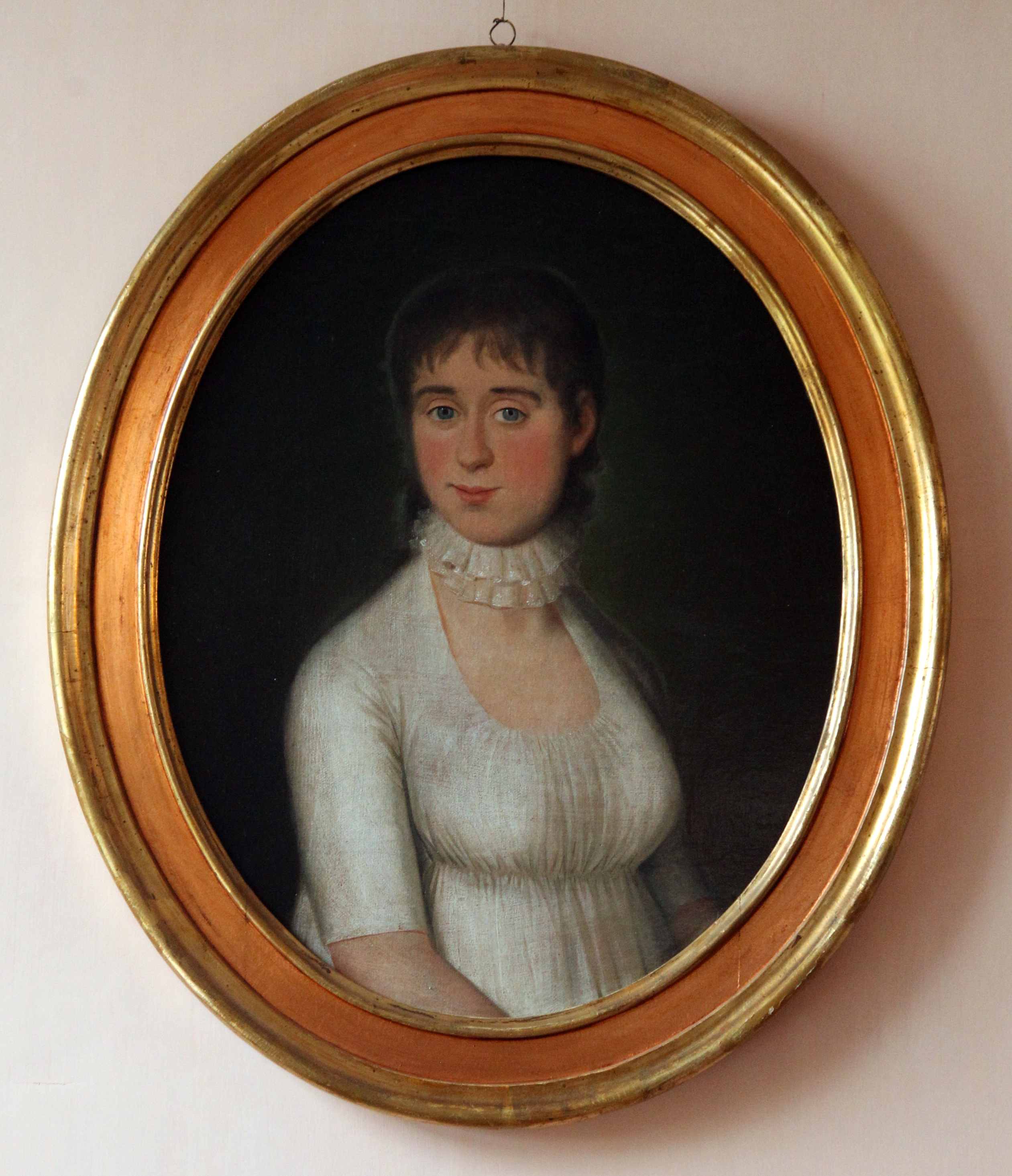
Marie Cathrine (Thrine) Meinert.